# San Martín de Bolaños
Pour les articles homonymes, voir San Martín.
San Martín de Bolaños est un village et une municipalité de l'État de Jalisco au Mexique.

## Histoire
Dans cette région ont habité les caxcanes, texcuexes, huachiles et postérieurement les nahuatlacas. Ils appartenaient au cacique de El Teúl. Cette région fut conquise par les espagnols en 1530 par Cristóbal de Oñate.

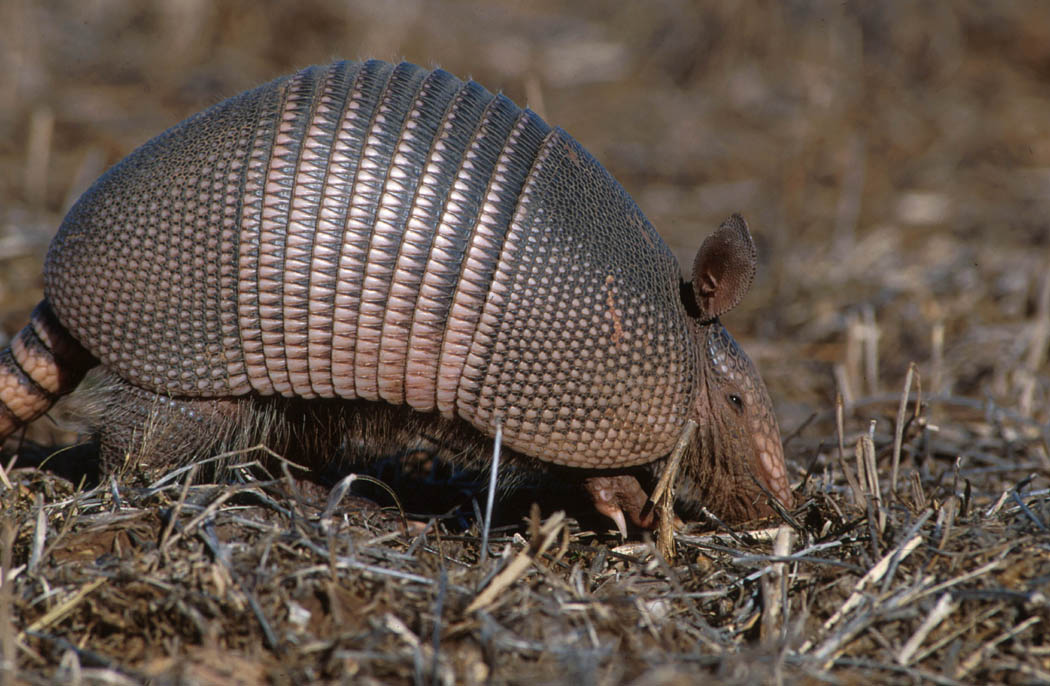
Le tatou habite la commune.